# Delopsylla crassipes
Delopsylla crassipes är en loppart som beskrevs av Jordan 1926. Delopsylla crassipes ingår i släktet Delopsylla och familjen husloppor. Inga underarter finns listade i Catalogue of Life.